# نناد یستروویچ
نناد یستروویچ (صربی: Nenad Jestrović؛ زادهٔ ۹ مهٔ ۱۹۷۶) بازیکن فوتبال اهل صربستان بود.
از باشگاه‌هایی که در آن بازی کرده‌است می‌توان به باشگاه ورزشی کوکائلی اسپور، باشگاه فوتبال متس، باشگاه فوتبال باستیا، باشگاه فوتبال ستاره سرخ بلگراد، باشگاه فوتبال بئوگراد، باشگاه فوتبال اندرلشت، باشگاه فوتبال العین، و باشگاه فوتبال النصر امارات اشاره کرد.
وی همچنین در تیم ملی فوتبال صربستان و مونته‌نگرو بازی کرده‌است.